# Acid carbamic
Acidul carbamic este un compus organic cu formula NH2COOH. Legarea grupei carboxil de un atom de azot dintr-un rest de amină (în loc să fie legat de carbon) face ca acest compus să nu poată fi considerat nici ca acid carboxilic, dar nici ca amidă. Sunt cunoscuți mulți derivați și compuși analogi ai acidului carbamic, dar sunt în general instabili, descompunându-se în amina corespunzătoare și dioxid de carbon. Anionul deprotonat sau baza conjugată a acestui acid este grupa funcțională carbamat. Acidul carbamic are o moleculă planară.